# Danh sách quận và huyện của Incheon
Incheon được chia thành 8 quận ("gu", Hán Việt: khu) và 2 huyện ("gun", Hán Việt: quận).
| Quận·Huyện  | Hangul     | Hanja      | Dân số (người) | Mật độ    | Diện tích (km2) |
| ----------- | ---------- | ---------- | -------------- | --------- | --------------- |
| Jung-gu     | 중구       | 中區       | 130,806        | 62,485    | 140.3           |
| Dong-gu     | 동구       | 東區       | 64,875         | 28,619    | 7.2             |
| Michuhol-gu | 미추홀구   | 彌鄒忽區   | 412,471        | 185,206   | 24.8            |
| Yeonsu-gu   | 연수구     | 延壽區     | 357,244        | 135,287   | 54.9            |
| Namdong-gu  | 남동구     | 南洞區     | 534,871        | 220,602   | 57.1            |
| Bupyeong-gu | 부평구     | 富平區     | 517,029        | 212,356   | 32.0            |
| Gyeyang-gu  | 계양구     | 桂陽區     | 306,613        | 123,364   | 45.6            |
| Seo-gu      | 서구       | 西區       | 543,075        | 215,631   | 116.9           |
| Ganghwa-gun | 강화군     | 江華郡     | 69,130         | 32,975    | 411.4           |
| Ongjin-gun  | 옹진군     | 甕津郡     | 20,714         | 11,651    | 172.9           |
| Incheon     | 인천광역시 | 仁川廣域市 | 2,956,828      | 1,228,176 | 1,063.1         |